# カイトサーフィン

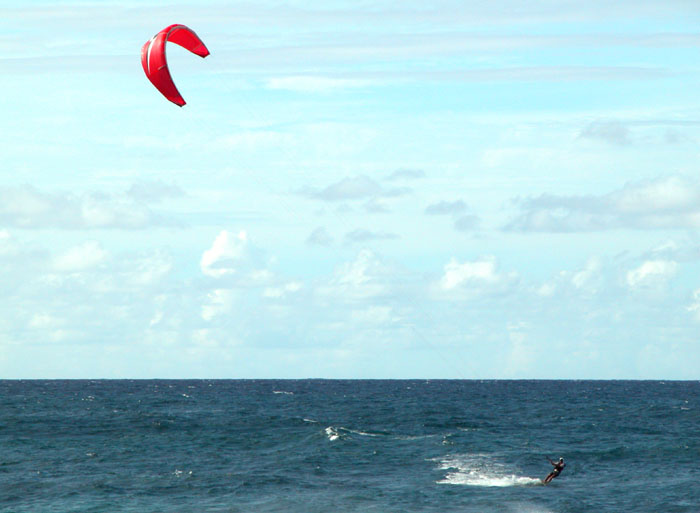
カイトボード

カイトサーフィン（kitesurfing）は、カイトボードというスポーツの競技種目。カイトボードは専用のカイト（凧）を用いて、ボードに乗った状態で、水上を滑走するウォータースポーツである。
カイトボードは、カイトボーディングとカイトサーフィンとに分類される。カイトボーディングは、ウェイクボードのようにグラブやロールなどのマニューバを主目的とし、フリー・ライディングまたはフリー・スタイルと呼ばれ、カイトサーフィンは、サーフィンのように波に乗ることを主目的とし、ウェイブ・ライディングまたはウェイブ・クラスと呼ばれる。カイトサーフィンはフライサーフィンと呼ばれることもある。
カイトボードの動力は、帆ではなく凧であることから、カイトセーリングという呼称を用いる例は稀であるが、カイトボードでの滑走をセーリングと呼ぶ表現は用いられることもある。

## 概要
カイトボードで用いる主な推進力は、キャノピーの表面を風が流れることによって生ずる揚力であり、5m/s～15m/sの風速に応じて5m2～20m2のキャノピーを使用する。 キャノピーに接続した20m～27mのラインを、80cm前後の棒状のコントロールバーに接続し、このコントロールバーを手で操作しつつ、足でボードを操作する。 近年、道具の改良が進み形態としては完成の領域に入っている。競技人口は1998年には世界で30人を下回っていたが、2006年には200,000人を超えると推定されている。
適している気象条件や地形は、同様に風の力を推進力とするウィンドサーフィンと重なることが多いが、ウィンドサーフィンのほうが比較的強風域を好適とすることから、風速に応じて両方を楽しむことも出来る。同じ領域でプレイすることには衝突を含む事故の危険を伴うが、両方を嗜むライダーも存在している。基本的にはサーフィンやウインドサーフィンに優先権がある事を理解し、互いに安全で良好な関係を保持するための交流と協議が行われつつあるが未解決の問題も多い。

## 道具

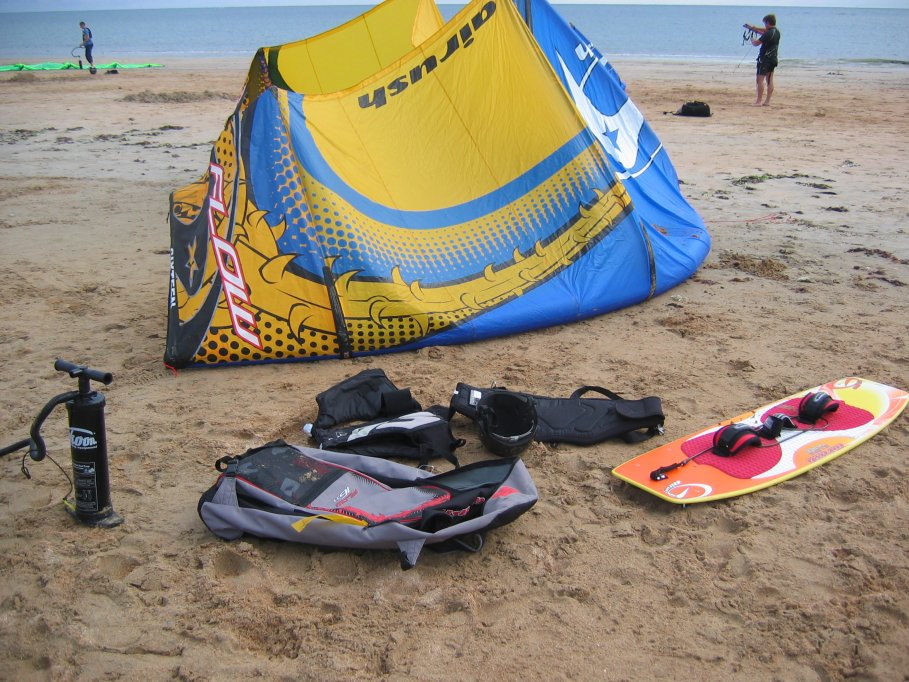

カイトボードに用いる道具は、カイト、ボード、ハーネス、ウエットスーツに大別される。

### カイト
カイトは、キャノピー、ライン、コントロールバーからなる。

#### キャノピー
キャノピーは、パラグライダーに用いるものと似た素地と形状であるが、水上に落下した際の扱いを良くするなどカイトボード専用の素地と形状に発達している。翼の呼び方と同様、風上側の辺をリーディングエッジ、風下側の辺をトレーリングエッジと呼び、操作者側の面をボトム、ボトムの反対側の面をサーフェイス、操作者側から見て左側をライトチップ、操作者側から見て右側をレフトチップと呼ぶことがあるが、リーディングエッジ及びトレーリングエッジ以外の呼称は一般的にバテンと呼ぶ。

#### ライン
ラインは、キャノピーのリーディングエッジ側に接続するフロントライン、トレーリングエッジ側に接続するバックラインの４ラインカイトが大半を占める。フリースタイルタイプのカイトには、キャノピーの形状を安定させるために適用されるブライダルライン、リーディングエッジの中央を力点とするセンターライン（５thライン）に大別される。

#### コントロールバー
コントロールバーは、システムによってパーツも多様であるが、バー本体、チキンループ、カイトリーシュに大別される。

### ボード

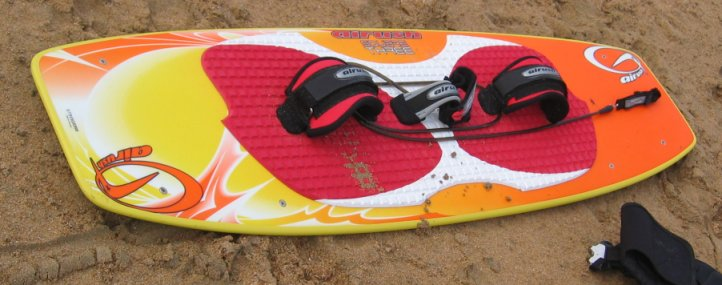

ウェイクボードまたはサーフボードに似た素材と形状であるが、素材及び形状ともにカイトボードに適したものに発達している。走行方向が左右いずれか一定とする形状のボードをディレクショナルボード、左右いずれにも走行するための形状のボードをツインチップボードと呼ぶ。
ディレクショナルボードのうち、ウェイブ・ライディング用に特化した設計のものをサーフボードと呼ぶ。ジャイブ時のスイッチの便を考慮してストラップ類を装備しないこともあり、ノンストラップ・ボードと呼ぶ。
ツインチップボードは足首から先を差し込みボードを制御するためのフットストラップ或いはバインディングを装備することが多い。
ツインチップボードのバリエーションはスノーボードと同様に、レースやフリースタイルなどの目的により様々な形状がある。
さらに、ボードの仕様にはボードの底面にフォイルが取り付けられる様に設計されたものがある。
フォイルとはブレード(水中の柱となる薄いマスト)とその先にウイング2枚で構成された水中翼を備えたもので、このフォイルを取り付けたボードをFoilBoard （フォイル・ボード）と呼ぶ。
フォイルを取り付けることでボード本体は走り始めると海面から浮上し、水の抵抗が少なくなることで高速走行の優位性が増す。
さらに微風でも大きなボードに頼らず走行することが可能になる。
技術的には数十年前から水中翼と呼ばれる技術で存在していたが、微風に強く、さらに高速走行の優位性から近年アメリカズカップなどのヨットレースでも使われるようになってきた。
このボードに特化したサイズのフォイルそのものは走行性能や浮力、ライディングスタイルの流行、フィーリングや安全対策面など、十分に成熟していないため、各メーカーは毎年翼デザインや翼面積などを大きく変更しており、カイトボードのなかでも注目され進化している。

### 改良
ライディングの目的には多様性があり、スラローム・ライディング、ウェイブ・ライディング、スピード・トライアル、ビッグ・エアーなど各々の目的に適合する改良が、全ての要素において検討実施されている。同様にセイフティーシステムについても、細部に亘って改良がみられる。

#### キャノピー・アークのフラット化
キャノピーの頂点から左右ウィングチップ方向に向かって横方向へサーフェイスを直下へ延長する円が描く弧の半径を大きく、弧をフラットとすることでキャノピー表面の各部で生じる揚力のベクトルをより上方へ集約する形態のキャノピーが2006年モデルとして各社からリリースされた。
この中で特に後退翼の形状をしたものでBruno Legnon氏が国際特許を有するものをそのリーディングエッジの弓（ボウ）状の形状からボウカイトと呼ぶ。それ以外のものはフラットカイトもしくは従来からのCカイトである。一部のボウカイト信者はCカイトをクラシックカイトと呼ぶが誤用である。実際2007モデルとしてCカイトが復活の兆しを見せている。

#### さまざまな方法でのデパワー
以前は2ラインにおける全くデパワーできないものから4ライン化による仰角の変化、さらには5ラインにより更に強制的な仰角の変化、またBOWカイトに見られる後退翼でのトレーリングエッジがルーズになることによってのデパワー、またエアーバテンから先に可変するバテンをつけてのデパワーがある。最近ではCカイトにおいてもトレーリングエッジをルーズにすることによりBOWカイトかそれ以上の風域を要するものも開発されてきている。

#### キャノピー・ウイング・チップ形状のラウンド化
フロントラインとキャノピーとを接続する位置は、走行中において仰角を調整する際の支点となるが、リーディングエッジ側のウィングチップ形状がスクエア型の場合には、コントロールバーを引き仰角を小さくする操作をすると、この接続点が相対的にトレーリングエッジ側に移動する現象が生じ、風の流れの強弱変動によってキャノピー仰角が変動する現象が生じる。
そこで、ウィングチップ形状をラウンド型とすることで、接続点を段階的に上下に位置させることを可能とし、コントロールバーを引き仰角を小さくする操作をした際に、接続点が相対的にトレーリングエッジ側に移動する現象を抑え、キャノピーの仰角を安定させる改良も実施された。このウィングチップ形状をラウンド型とする改良を先んじて実施したメーカーでは、ラウンドチップという呼称を用いており、呼称として一般化しているようである。
ただし、ラウンド化の効果としてはリランチ性能の向上に限定されるとの見解もある。つまりC型カイトでは問題の無かったバテンエンドの引っ掛かりが、その部分を削り取ったことでスクエア型の場合はリランチの妨げとなることへの対応のみであるとの見解である。この見解は、スクエア型の方が翼端流が少ないとする見解もその根拠としている。

#### センターライン採用によるファイブ・ライン化
左右のフロントライン及びバックラインをキャノピーのウィングチップに直接接続するフォーライン・システム(four lines system)に、キャノピーの理想的な弧形状を保持することを主な目的とするセンターラインを付加する方法が考案されており、ラインの本数からファイブライン・システム(five lines system)と呼ばれる。フォーライン・システムの改良として、センターラインを五番目のラインとして付加したこと及び先んじて適用したモデルのメーカーにおける呼称から、センターラインをフィフス・ライン(5th line)と称することもある。センターラインをファイブラインとする記述、ファイブライン・システムをフィフス・ラインとする記述もみられる。専門雑誌上においても呼称における多様性が認められるが、日本国内における一般化の度合いを測る適切な統計を得ていないことから、ここでは各呼称の意味及び言語上の起源に従って記述することとした。
この効果を更に強めようとリーディングエッジにブライダルを多くつけたものがS.L.E(support leading edge)システムである。単純にフラットカイトの形状で、ラウンドチップのものが多いためBOWカイトと混同されやすいがBowはあくまでも後退翼の型をしておりS.L.Eカイトはそうではない。一番簡単な見分け方は地面に置いたときにリーディングエッジの中心が浮き上がっているものがBowカイト、そうでないものがCカイトもしくはS.L.E.カイトである。これ以外にもS.L.Eでも5ﾗｲﾝにも出来るカイトがHybridカイトと呼ばれている。

#### トレーリングエッジ形状のアーク化
トレーリングエッジの形状を、左右のウィングチップから直線を描く形状から、リーディングエッジ側に凸となる弧を描く形状とする改良が実施された。仰角を大きくする操作に伴ってトレーリングエッジ中央部ボトム側において発生する抵抗を低減する効果がある。

#### 小型滑車によるフロントラインとバックラインの連結化
風の流れに対する仰角を調整する際に、フロントラインとバックラインとを小型の滑車を経由して連結することによって、バックラインを緩みを解消しコントロールバーの操作への反応を向上する改良が行われるなど、改良によって使われなくなるパーツや新たに導入されるパーツが多くみられる。

## 力学
カイトボードで用いる動力は、流体力学上の揚力である。カイトボードにおける揚力は、キャノピーの形状及び各種ラインの調整状態を基礎とし、ゲレンデにおける気候条件などの諸要素によって生じ、その値は、次のように求めることができる。
{\displaystyle L={1 \over 2}C_{L}\rho V^{2}S}
- {\displaystyle C_{L}} は揚力係数(Coefficient of Lift)である。
- ρ は流体の密度である。通常、カイトボードにおいては海面高度の大気中の値である1.2250 kg/m3となるが、地域や気圧配置によって異なる。
- V は物体と流体の相対速度(Velocity)である。カイトボードにおいては、静止状態で受ける自然風及び走行時に生じる進行風を考慮する。
- S は物体の代表面積(Surface)である。単にキャノピーの表面積ではなく、ニュートラルボジションにおける投影面積である。
- L は、発生する揚力(Lift)である。

揚力係数 {\displaystyle C_{L}} は、揚力を動圧（{\displaystyle {1 \over 2}\rho V^{2}}）と代表面積で無次元化したもので、キャノピーの形状、迎角、流体の物性、マッハ数、レイノルズ数などによって変化する。
迎角の絶対値が小さい範囲では、揚力係数はほぼ迎角に比例するが、迎角の絶対値が大きくなると、キャノピーの表面から気体の流れが剥離して揚力係数は急激に小さくなる。
航空機が離着陸する際には、両主翼の湾曲形状を前後方向に大きくするなど、揚力係数を上げる様子を観察することができるが、カイトボードにおいて、バックラインをフロントラインに比して短くする操作は、キャノピーの仰角を大きくし、この揚力係数を上げる操作に相当する。一方、バックラインをフロントラインに比して長くする操作は、仰角を小さくし揚力係数を下げる操作に相当する。2006年現在のカイトの多くは、コントロールバーの両端にバックラインが、コントロールバーの中心を通って、操作者の腰部に装着するハーネスのフックに接続されていることから、走行中において、バックラインをフロントラインに比して長くし揚力係数を下げる操作は、コントロールバーを操作者の体から離す操作に相当する。
セーリング競技のように縦帆を用いた競技では、進行方向と風上方向との成す角度及び理論帆走速度と風速との比を示したものを帆走ポーラー線図（ポーラーダイアグラム）と呼び、性能を示す指標とされるが、カイトボードで用いる揚力は、縦帆のように水平方向とは限らず、翼のような垂直方向の揚力をも用いることから、重要な要素の一つではあるが効用は限定的である。

### カイトボード固有の要素
カイトボードでは、上述の翼全般に関する航空力学を基礎としつつ、水中側面抵抗などのカイトボード固有の要素が存することから、翼全般の理論が当てはまらないことが多い。
上記の係数によると翼のスピードの二乗倍の揚力が得られることとなるが、カイトボードにおいてはキャノピーの回転する中心軸からの距離に基づく回転の速さがジャンプする為の揚力発生の重要な要素となる。これは、翼に力学全般理論であるとハイアスペクトのカイトがより高く飛べることとなるが、実際には回転の速いアスペクトの低いカイトのほうがよりジャンプする為の揚力が得られることなどで示される。

## 規範

### 海上衝突予防法
海上交通では、陸上のように線を引いていない環境で、相互に衝突を防止することとなり、国際海事機関(International Maritime Organization)が管理する海上における衝突の予防のための国際規則(COLREGs条約)及びこれにもとづいて日本国が定める海上衝突予防法(最終改正：平成一五年六月四日法律第六三号)が依るべき法規範となっている。
海上衝突予防法及びCOLREGs条約には、カイトボード等の艇種に基づく規定方法を採用せず、衝突回避における操作性の主要素となる動力に基づく区分を設けた規定方法を採用している。これは、法改正によらなくとも新しい艇種を包含し得るものとするための規定方法である。

#### 船舶の範囲(通説及び有力説)
海上衝突予防法上の船舶の範囲については、同法3条1項の「水上輸送の用に供する船舟類」との規定から、ディンギーやジェットスキーなどを含み、ウィンドサーフィンは含まれないとする見解が通説であり、同法を管轄する海上保安庁もこの通説による解釈を採用している。しかしながら、海上における衝突の予防のための国際規則においては、船舟類のうち水上輸送の用に供するものに限定する旨の積極的な規定はなく、海上における衝突を予防するとの目的の観点からは、ディンギーを含めウィンドボードを除く積極的な目的がないことから、ウィンドボードを含むとする見解も有力である。 海難審判庁では、船舶の範囲を焦点とする判例は存しないとしている(2006年11月現在)。

#### カイト操作者における同法の準用
カイトボードについては、上述の通説によれば同法上の船舶に該たらないこととなる。さらにカイトボードの動力は帆ではなく凧であり、文言解釈によれば海上衝突予防法の動力による区分の帆船には該たらず、同法の規制は受けないものとする解釈が通説となる。しかしながら、有力説では、海上における衝突を予防するとの制度趣旨から、カイトボードにおいても海上衝突予防法を適用することが社会的に要請されるものと解すのが相当であるとする。事実上も、スターボード艇優先の原則(海上衝突予防法第12条1項1号)や、風下艇優先の原則(同法第12条1項2号)、先行艇優先の原則(同法第13条1項)、波高時ゲティングアウト艇優先の原則(同法第18条2項)、左舷紅灯の原則(同法第21条第2項)などにみられるように、大航海時代からCOLREGs条約及び海上衝突予防法に引き継がれている規範は、カイトボードにおいてもその有効性に疑義の余地なく当然に運用されている。
ここに挙げる法規範は、最低限度のマナーを規定するものであって、海という人力の遠く及ばない大自然の脅威のなかで常に危険を伴う環境下であることから、通常求められるマナーはより高次であり、いわゆるシーマンシップが要請される。マリンスポーツに共通の危険、カイトボード固有の危険、各ゲレンデにおける漁業権や観光及び環境保全規定などの地理的要素など、多様な要素との調整が行われ、相互に快適で安全な環境を確保するため、法規範以上に細やかな慣習法が存在している。特にウィンドサーフィンとは、水面の利用環境が類似していることから、各ゲレンデ固有の特性に応じた対応がされている。

#### カイトボードとの衝突回避
海上衝突予防法第八条に定める「衝突を避けるための動作」については、カイトボードライダーとの衝突を避けるために留意すべき特性として、カイトを上空で維持する力は風を受けることによって生じる揚力のみであり、突如として無風となりかねない風の強弱が不安定な気象条件では、カイトが落下する可能性が否定できないこと。また、落下したキャノピーと操作者との間には、20乃至30mのラインが存し、このライン上を通行した場合、ラインに不意の張力が生じ、突如としてキャノピーもろとも操作者及び通行者が舞揚がる可能性が少なからず生じ得ることが挙げられる。
衝突を避けるための動作(同法第八条)としては、運転不自由船に該たる場合のみならず、カイト操作者から20乃至30mを超える安全圏を設ける動作が要請される。

### 競技規則
競技規則としては、ISAFの定める国際セーリング競技規則が参考になるが、20m乃至30mに及ぶ長いラインを伴うカイトボードの特性から独自の競技規則の確立が進められている。